# Stout
Stout er en mørk øltype brygget på ristet malt eller almindelig byg, humle, vand og gær. Stouts var traditionelt den generelle betegnelse for de stærkeste mørke portere med en alkoholstyrke på 7-8 %.
Der er en række varianter af stout som baltisk porter, tør stout og imperial stout. Den først kendte brug af ordet stout for øl var i et dokument fra 1677, det blev fundet i Egerton-manuskript; betydningen var en stærk øl ikke en mørk øl. Navnet porter blev første gang brugt i 1721 om en mørk øl brygget på ristet malt. Som følge af porternes store popularitet gjorde bryggerne dem en grad stærkere. Øllene med større tyngde blev kaldt "Stout Porters", så historien bag og udviklingen af stout er sammenflettet. Terminologien stout er siden blevet associeret med mørkøl, snarere end stærk øl.
Øllen Guinness er en stout.